# Liisi Oterma
Liisi Oterma (6 janvier 1915 - 4 avril 2001) était une astronome finlandaise, première femme à obtenir un titre de docteur en astronomie en Finlande. Elle a publié sa thèse en français en 1955 sous le titre Recherches portant sur des télescopes pourvus d'une lame correctrice.
Elle découvrit ou codécouvrit quelques comètes, dont les comètes périodiques 38P/Stephan-Oterma, 39P/Oterma et 139P/Väisälä-Oterma, ainsi que 54 astéroïdes.
L'astéroïde (1529) Oterma est nommé en son honneur.

## Astéroïdes découverts
| (1504) Lappeenranta   | 23 mars 1939      |
| (1507) Vaasa          | 12 septembre 1939 |
| (1522) Kokkola        | 18 novembre 1938  |
| (1540) Kevola         | 16 novembre 1938  |
| (1544) Vinterhansenia | 15 octobre 1941   |
| (1545) Thernöe        | 15 octobre 1941   |
| (1558) Järnefelt      | 20 janvier 1942   |
| (1559) Kustaanheimo   | 20 janvier 1942   |
| (1679) Nevanlinna     | 18 mars 1941      |
| (1680) Per Brahe      | 12 février 1942   |
| (1695) Walbeck        | 15 octobre 1941   |
| (1705) Tapio          | 26 septembre 1941 |
| (1758) Naantali       | 18 février 1942   |
| (1882) Rauma          | 15 octobre 1941   |
| (2064) Thomsen        | 8 septembre 1942  |
| (2107) Ilmari         | 12 novembre 1941  |
| (2159) Kukkamäki      | 16 octobre 1941   |
| (2195) Tengström      | 27 septembre 1941 |
| (2268) Szmytowna      | 6 novembre 1942   |
| (2291) Kevo           | 19 mars 1941      |
| (2332) Kalm           | 4 avril 1940      |
| (2501) Lohja          | 14 avril 1942     |
| (2640) Hällström      | 18 mars 1941      |
| (2717) Tellervo       | 29 novembre 1940  |
| (2774) Tenojoki       | 3 octobre 1942    |
| (2803) Vilho          | 29 novembre 1940  |
| (2804) Yrjö           | 19 avril 1941     |
| (2805) Kalle          | 15 octobre 1941   |
| (2827) Vellamo        | 11 février 1942   |
| (2828) Iku-Turso      | 18 février 1942   |
| (2840) Kallavesi      | 15 octobre 1941   |
| (2841) Puijo          | 26 février 1943   |
| (2846) Ylppö          | 12 février 1942   |
| (2857) NOT            | 17 février 1942   |
| (2912) Lapalma        | 18 février 1942   |
| (2946) Muchachos      | 15 octobre 1941   |
| (2988) Korhonen       | 1er mars 1943     |
| (3132) Landgraf       | 29 novembre 1940  |
| (3381) Mikkola        | 15 octobre 1941   |
| (3497) Innanen        | 19 avril 1941     |
| (3597) Kakkuri        | 15 octobre 1941   |
| (3811) Karma          | 13 octobre 1953   |
| (3892) Dezső          | 19 avril 1941     |
| (4133) Heureka        | 17 février 1942   |
| (4163) Saaremaa       | 19 avril 1941     |
| (4227) Kaali          | 17 février 1942   |
| (5216) Cannizzo       | 16 avril 1941     |
| (5534) 1941 UN        | 15 octobre 1941   |
| (5611) 1943 DL        | 26 février 1943   |
| (5985) 1942 RJ        | 7 septembre 1942  |
| (6886) Grote          | 11 février 1942   |
| (7267) Victormeen     | 23 février 1943   |
| (11780) Thunder Bay   | 3 octobre 1942    |
| (15198) 1940 GJ       | 5 avril 1940      |